# ادواردو کانسینو
ادواردو کانسینو (انگلیسی: Eduardo Cansino; ۲ مارس ۱۸۹۵ – ۲۴ دسامبر ۱۹۶۸) رقاصو بازیگر اهل اسپانیا بود.